# خط لوله صامسون–جیحان
خط لوله سامسون-جیحان (انگلیسی: Samsun–Ceyhan pipeline) خط لوله انتقال نفت خام به طول ۵۵۰ کیلومتر است، که از شهر اونیه، ترکیه در ساحل دریای سیاه آغاز شده و در شهر جیحان در سواحل دریای مدیترانه پایان می‌یابد. ظرفیت انتقال نفت این خط لوله روزانه معادل یک میلیون بشکه می‌باشد.